# Trofeo Julio Verne

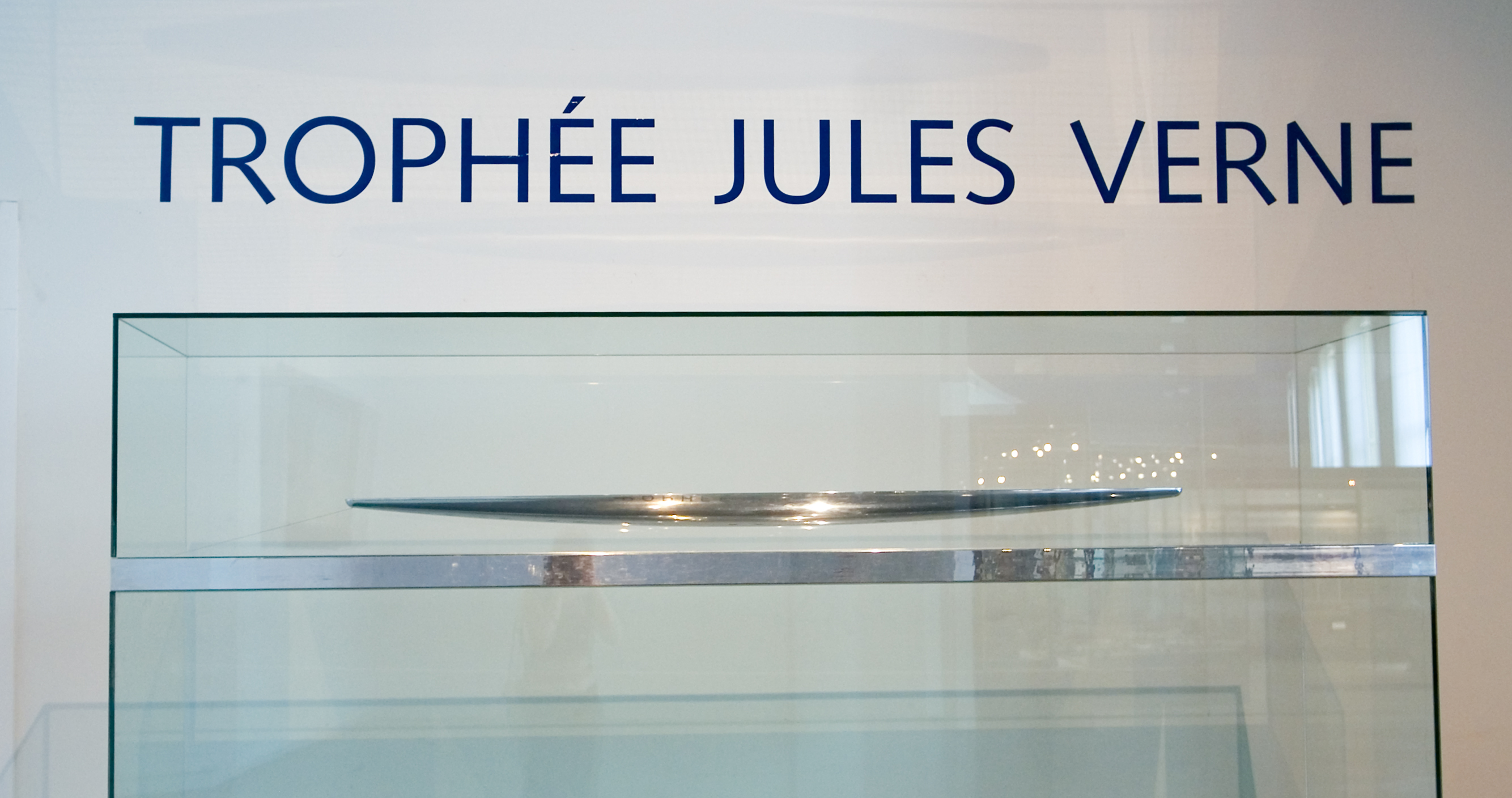
El Trofeo Julio Verne

El Trofeo Julio Verne es un premio que se concede a los regatistas que consigan realizar la circunnavegación marítima del mundo más rápida realizada con cualquier tipo de embarcación a vela, sin restricciones en el tamaño de la tripulación, sin escalas ni asistencia, siempre que el barco se haya registrado en la organización y se haya pagado una cuota de inscripción. La embarcación que tiene el Trofeo Julio Verne no necesariamente tiene el récord mundial absoluto de circunnavegación. El trofeo fue entregado por primera vez al primer barco que dio la vuelta al mundo en menos de 80 días. El nombre del premio es una referencia a la novela de Julio Verne La vuelta al mundo en ochenta días, en la que Phileas Fogg atraviesa el planeta (aunque sea por ferrocarril y barco de vapor) en 80 días. El titular actual es el barco IDEC Sport patroneado por Francis Joyon, que lo ha conseguido en el año 2017 con un tiempo de 40 días, 23 horas, 30 minutos y 30 segundos. Forma parte de la tripulación el navegante español Alex Pella.

## Antecedentes
La idea original de esta competición ha sido atribuida a Yves Le Cornec en 1985. Las reglas fueron definidas en 1990. Se puso en marcha un comité para garantizar el respeto de las reglas y el juego limpio. Este comité incluía a Peter Blake, Florence Arthaud, Jean François Coste, Yvon Fauconnier, Gabrie Guilly, Robin Knox-Johnston, Titouan Lamazou, Yves Le Cornec, Bruno Peyron, Olivier de Kersauson y Didier Ragot.
El Trofeo Julio Verne se otorga al retador que rompa el anterior récord de la vuelta al mundo a vela. El ganador mantiene el trofeo hasta el momento en que sea mejorado su récord.

## Ruta y reglas
El punto de arranque del Trofeo Julio Verne se define por una línea imaginaria entre el faro de Créac'h, en la isla de Ouessant (Francia), y el faro de Lizard, en el Reino Unido. La circunnavegación debe de pasar por los cabos de Buena Esperanza, Leeuwin y Hornos y cruzar la línea de salida en la dirección opuesta.
La línea de salida está abierta a partir de la ratificación oficial de las reglas del trofeo por el Consejo Mundial del récord de velocidad a vela (World Sailing Speed Record Council).
Las principales reglas para participar en el Trofeo son:
- la propulsión de la embarcación debe ser únicamente por las fuerzas naturales del viento y de la tripulación;
- el trofeo Jules Verne está abierto a cualquier tipo de embarcación sin restricciones;
- el tamaño de la tripulación no está restringido;
- la circunnavegación debe ser completada sin parar y sin ayuda externa física;
- los retadores deben de respetar las normas de seguridad.

## El Trofeo
El Trofeo Julio Verne ha sido objeto de un encargo público de la delegación de artes visuales con el artista norteamericano Thomas Shannon y está patrocinado por el Ministerio de Cultura francés.
El trabajo es un casco flotando sobre un campo magnético, tal como si fuese el anclaje de una embarcación. Todas las dimensiones tienen un significado simbólico riguroso: la viga central del casco del barco corresponde con el diámetro de la Tierra; el rayo de cada extremo es proporcional al de la Luna, y el radio de la curvatura de los marcos es el del Sol. Los competidores de la carrera del Trofeo Julio Verne alrededor de la Tierra luchan contra el tiempo, con solo el Sol y la Luna como acompañantes y cuidadores del tiempo.
La escultura está colocada sobre una base de fundición de aluminio, en la que están grabados los nombres de los regatistas que han ganado el trofeo. El Museo Nacional de la Marina de París alberga y mantiene el Trofeo. Cada ganador recibe una miniatura del trofeo, magnetizado como el original.
Cuando un récord es superado, se lleva a cabo una ceremonia oficial en la que los titulares del récord anterior entregan el trofeo a los nuevos titulares, que reciben el casco y deben de colocarlo en su amarre en el campo magnético.

## Récords
| Año  | Nacionalidad              | Tripulante                      | Embarcación        | Tipo      | Tiempo                                      |
| ---- | ------------------------- | ------------------------------- | ------------------ | --------- | ------------------------------------------- |
| 1993 | Francia                   | Bruno Peyron                    | Explorer           | Catamarán | 79 días, 6 horas, 15 minutos y 56 segundos  |
| 1994 | Reino Unido Nueva Zelanda | Robin Knox-Johnston Peter Blake | ENZA New Zealand   | Catamarán | 74 días, 22 horas, 17 minutos y 22 segundos |
| 1997 | Francia                   | Olivier de Kersauson            | Sport Elec         | Trimaran  | 71 días, 14 horas, 22 minutos y 8 segundos  |
| 2002 | Francia                   | Bruno Peyron                    | Orange             | Catamarán | 64 días, 8 horas, 37 minutos y 24 segundos  |
| 2004 | Francia                   | Olivier de Kersauson            | Geronimo           | Trimaran  | 63 días, 13 horas, 59 minutos y 46 segundos |
| 2005 | Francia                   | Bruno Peyron                    | Orange II          | Catamarán | 50 días, 16 horas, 20 minutos y 4 segundos  |
| 2010 | Francia                   | Franck Cammas                   | Groupama 3         | Trimaran  | 48 días, 7 horas, 44 minutos y 52 segundos  |
| 2012 | Francia                   | Loïck Peyron                    | Banque Populaire V | Trimaran  | 45 días, 13 horas, 42 minutos y 53 segundos |
| 2017 | Francia                   | Francis Joyon                   | IDEC Sport         | Trimaran  | 40 días, 23 horas, 30 minutos y 30 segundos |

### Intentos fallidos de récord
Se han realizado hasta el año 2012 quince intentos faliidos.
| Año  | Nacionalidad              | Tripulante                      | Embarcación                                           | Tipo      | Notas                                                                                              |
| ---- | ------------------------- | ------------------------------- | ----------------------------------------------------- | --------- | -------------------------------------------------------------------------------------------------- |
| 1993 | Francia                   | Olivier de Kersauson            | Charal                                                | Trimaran  | Casco dañado al sur de Ciudad del Cabo                                                             |
| 1993 | Nueva Zelanda Reino Unido | Peter Blake Robin Knox-Johnston | ENZA New Zealand                                      | Catamarán | Casco dañado en el océano Índico                                                                   |
| 1994 | Francia                   | Olivier de Kersauson            | Lyonnaise des Eaux (anteriormente Charal)             | Trimaran  | Circunnavegación conseguida sin mejorar el anterior récord                                         |
| 1995 | Francia                   | Olivier de Kersauson            | Sport-Elec (anteriormente Lyonnaise des Eaux)         | Trimaran  | Clima extremo                                                                                      |
| 1996 | Francia                   | Olivier de Kersauson            | Sport-Elec                                            | Trimaran  | Retraso excesivo                                                                                   |
| 1998 | Reino Unido               | Tracy Edwards                   | Royal et SunAlliance (anteriormente ENZA New Zealand) | Catamarán | Mástil roto, Southern seas                                                                         |
| 2002 | Francia                   | Bruno Peyron                    | Orange (anteriormente Innovation Explorer)            | Catamarán | Mástil dañado, Ouessant                                                                            |
| 2002 | Francia                   | Olivier de Kersauson            | Geronimo                                              | Trimaran  | Timón dañado, Brasil                                                                               |
| 2003 | Reino Unido               | Ellen MacArthur                 | Kingfisher 2 (anteriormente Orange)                   | Catamarán | Mástil roto, South-East Kerguelen Islands                                                          |
| 2003 | Francia                   | Olivier de Kersauson            | Geronimo                                              | Trimaran  | Circunnavegación conseguida sin mejorar el anterior récord                                         |
| 2004 | Francia                   | Olivier de Kersauson            | Geronimo                                              | Trimaran  | Damaged gennaker, North Atlantic                                                                   |
| 2004 | Francia                   | Bruno Peyron                    | Orange II                                             | Catamarán | Damaged starboard crashbox, España                                                                 |
| 2004 | Francia                   | Bruno Peyron                    | Orange II                                             | Catamarán | Damaged starboard hull, islas de Cabo Verde                                                        |
| 2008 | Francia                   | Franck Cammas                   | Groupama 3                                            | Trimaran  | La pérdida de flotador que lleva a la zozobra a sotavento, Nueva Zelanda                           |
| 2009 | Francia                   | Franck Cammas                   | Groupama 3                                            | Trimaran  | Ushant-Equator: 5 días, 15 horas, 23 minutos (nuevo récord) Broken aft beam bulkhead, South Africa |
| 2011 | Francia                   | Pascal Bidégorry                | Banque Populaire V                                    | Trimaran  | Dañada la orza , al oeste del [`cabo de Buena Esperanza]]                                          |